# Borrowed Tunes: A Tribute to Neil Young
Borrowed Tunes: A Tribute to Neil Young es un álbum recopilatorio de varios artistas versionando canciones compuestas por el músico canadiense Neil Young. Parte de los beneficios por la venta del álbum fueron donados a The Bridge School, que desarrolla y usa tecnologías para ayudar al aprendizaje de niños con discapacidades. El álbum fue publicado como un doble disco compacto, uno de ellos recopilando canciones en acústico y el otro con canciones de rock, aunque ambos discos también fueron vendidos de forma individual. Un segundo álbum titulado Borrowed Tunes II: A Tribute to Neil Young fue publicado en 2007.

## Lista de canciones
Out of the Blue: An Acoustic Tribute to Neil Young
1. Colin Linden, "Intro"
2. Hemingway Corner, "Tell Me Why"
3. Jann Arden, "Birds"
4. Crash Vegas, "Pocahontas"
5. Lawrence Gowan, "Heart of Gold"
6. Jim Witter and Cassandra Vasik, "Human Highway"
7. Jeff Healey, "Harvest"
8. The Breits, "Nowadays Clancy Can't Even Sing"
9. Lori Yates, "Helpless"
10. The Waltons, "Only Love Can Break Your Heart"
11. Amanda Marshall, "Don't Let It Bring You Down"
12. Prescott-Brown, "Comes a Time"
13. Malcolm Burn, "Pardon My Heart"
14. Rose Chronicles, "Old Man"
15. Cowboy Junkies, "Tired Eyes
16. Rheostatics y Bourbon Tabernacle Choir, "Everybody Knows This Is Nowhere"
17. David Wilcox, "Transformer Man"
18. Stephen Fearing, "Thrasher"
19. Marc Jordan, "Borrowed Tune"

Into the Black: An Electric Tribute to Neil Young
1. Skydiggers, "Mr. Soul"
2. Barney Bentall and the Legendary Hearts, "Like a Hurricane"
3. Our Lady Peace, "The Needle and the Damage Done"
4. Junkhouse, "F*!#in' Up"
5. Blue Rodeo, "I've Been Waiting for You"
6. Big Sugar, "When You Dance I Can Really Love"
7. Colin Linden, "Tonight's the Night"
8. Treble Charger, "Albuquerque"
9. 54-40, "Cortez the Killer"
10. Chocolatey (Steven Page, Tyler Stewart, Steve Duffy), "Burned"
11. Philosopher Kings, "Coupe De Ville"
12. hHead, "Look Out for My Love"
13. Andy Curran, "Cinnamon Girl"
14. Wild T and the Spirit, "Down by the River"
15. Randy Bachman, "The Loner"
16. Mystery Machine, "Southern Man"
17. Art Bergmann and One Free Fall, "Prisoners of Rock 'n Roll"